# Сражение при Сикайоки
Сражение при Сикайоки (швед. Slaget vid Siikajoki) — эпизод русско-шведской войны, в ходе которой авангард русской армии под командованием подполковника Кульнева наткнулся на ожесточенное сопротивление в северной Финляндии 6 (18) апреля 1808.

## Предыстория
На начальном этапе русско-шведской войны русские войска практически без особого сопротивления захватили южную Финляндию, включая ее административный центр Або (Турку). Честь шведских войск оказалась заблокирована в Свеаборге, а часть вместе с главнокомандующим графом Клингспором отступила к Таммерфорсу (Тампере), а затем к Брагестаду (Раахе).  
Из Або вдоль Ботнического залива на север для преследования отступающих шведских войск выдвинулся русский авангард подполковника Кульнева. 4 (16) апреля 1808 он разбил арьергард противника в сражении при Пюхяйоки.
5 (17) апреля 1808 русские сумели догнать основные силы шведов, но в бой не вступали. Так шло преследование шведов до селения Хирваскаари, в 5 км к югу от Сиикайоки, где Дёбельн выставил передовой пост Рустгольского батальона Бьёрнеборгского полка, под управлением Фуругельма; сам же с остальными войсками 2-й бригады отошёл к Сиикайоки.

## Начало сражения
Едва начальник передового поста успел выставить полевой пост в 100 человек пехоты, одно орудие и несколько драгун по дороге к Хирваскаари под начальством капитана Карпелана и один фланговый пост приблизительно такой же силы на берегу залива, как пост Карпелана около полудня был атакован русским авангардом. Последний, усиленный ещё частью 24-го егерского полка, был на ночлеге в Пиехинки, имея передовой пост у Синилуото.
В 2:00 русский авангард двинулся по дороге к Брагестаду, где Тучков ожидал боя.
Чтобы поспеть вовремя, главные силы Тучкова, которые были расположены в Пихайоки, выступили часом раньше; но Тучков заметив, что он заблудился, остановился с главными силами в Брагестаде и Паттиоки и послал приказание Кульневу с авангардом, усиленным ещё батальоном 23-го егерского полка и одним батальоном Севского мушкетёрского полка (всего около 2200 человек), продолжать преследовать противника.
Когда авангард приблизился к Хирваскаари, Кульнев получил донесение, что одна шведская колонна стоит на просёлочной дороге к этой деревне. Егерские роты авангарда получили приказание тотчас же атаковать шведов. Одновременно небольшой отряд пехоты был послан вдоль берега к устью Маява в обход правого фланга позиции у Хирваскаари; конница же, под начальством майора Силина, была послана по льду к устью реки Сикайоки.
При первом выстреле из орудия атакованного шведского форпоста Дёбельн остановил отряд, а затем двинулся к речке Маява для принятия на себя батальона из форпоста. Ему было приказано выслать цепь егерей против русской колонны, наступавшей со стороны Маявы, а Гренгагену — расположить свой батальон за рекой по обеим сторонам большой дороги, вместе с тем было послано приказание Фуругельму отступать из Хирваскаари. Все это было исполнено точно.
Береговому посту Блуме не было дано ещё приказания об отступлении, но он должен был сам, по собственной инициативе, пробраться через лес. Когда бригада таким образом собралась за рекой Маява, Дёбельн начал отступать к Сикайоки. Подполковничий батальон, сменивший рустгольский батальон в арьергарде, отступал в боевом порядке и имел подобно неприятелю «одну роту в цепи, а отдельные пушки в полной деятельности».
Когда-то река Сикайоки впадала в море на несколько километров южнее, чем ко времени сражения. Её старое высохшее русло отделялось от нового полосой леса в несколько сотен метров; высшей точкой этой полосы являлся холм, на котором расположена церковь Сикайоки; южнее старого русла реки возвышается гребень меньшего размера по площади, но приблизительно такой же высоты. Вот на этих двух гребнях, по обеим сторонам старого русла, разыгрался первый период боя у Сикайоки 18 апреля.

## Первый этап сражения
Когда Дёбельн, около 13:00, приближался к старому руслу реки, он получил приказание от генерал-адъютанта обеспечить отступление армии через реку. Поэтому он сейчас же приказал фон Оттеру с головным батальоном, который уже подошёл к церкви, стать здесь в резерве. Вслед за ним шедший Экк получил приказание своим батальоном занять кряж у постоялого двора Гертула. Два 6-фунтовые орудия были расположены у дороги на возвышении, а пехота рассыпалась по обеим сторонам артиллерии.
Тем временем как позиция занималась, остальные батальоны поднялись на кряж Гертула и выстраивались: батальоны Фуругельма — у большой дороги за центром позиции, а батальоны Гренгагена — у пасторского дома за левым флангом.
Между тем от реки Маява Кульнев продолжал движение с одной колонной по большой дороге, Турчанинов с другой шёл по льду к торпу Рехула, где он вышел на берег.
Как только Кульнев приблизился на расстояние выстрела, он приказал своей артиллерии сняться с передков у двора Пюхтиле, в 350 м от шведских 6-фунтовых орудий, и выслал в цепь по южному гребню егерей от Эскола вниз к реке. Но новые шведские орудия «Хельвига» скоро заставили замолчать русскую артиллерию, несмотря на то, что русские егеря, искусно пользуясь местностью, расстреливали шведскую прислугу у орудий. Огонь шведских егерей был тоже действителен особенно на левом фланге у Экка, примыкавшем к дворам Пидас и Мордикала. Однако это продолжалось недолго и скоро правый фланг Экка, у которого недоставало фланговой обороны, был сильно прижат Турчаниновым, который выдвинулся вперёд мелкими лесными дорожками ко двору пономаря.
Наступил критический момент. Дёбельн выслал из резерва против Турчанинова один батальон фон Оттера. Невзирая на глубокий снег, Оттеру удалось прийти вовремя и предотвратить угрожавшую опасность.
Но в это время начали подаваться центр и левый фланг шведов. Лейб-батальон Экка, который уже выпустил по 50 выстрелов на человека, был усилен у Гертула рустгольским батальоном, а у пасторского двора батальоном подполковника, к которому отступал левый фланг лейб-батальона.
Таким образом, позиция Дебельна растянулась от двора пономаря через лес у Гертула до двора пастора. Оба фланга были несколько оттянуты назад. Дёбельн, назначив все свои войска в боевую линию, начал уже отчаиваться в возможности удержать свою позицию, как вдруг около 17:00 получает приказание отступить через реку под прикрытием двух остальных бригад, которые в это время уже развернулись на правом берегу реки. Войска Дёбельна к этому времени дрались уже более пяти часов.
Артиллерия и пехота в центре отступали мимо церкви, правый фланг — через двор пономаря, а левый фланг — через двор пастора, а затем бригада Дёбельна прошла сквозь 1-ю и 3-ю бригады и после непродолжительного отдыха в Каринканте направилась ночью к Лумиоки.

## Атака Силина
Когда Адлеркрейц получил донесение от Дёбельна из Хирваскаари о том, что неприятель появился с значительными силами и что колонны его показались также со стороны залива, то он послал один эскадрон на рекогносцировку к стороне залива. Поэтому он вовремя получил сведения о том, что значительные кавалерийские силы русских собрались за мысом у торпа Махкисес и оттуда выслали вперёд казачьи разъезды на правый берег реки. То была колонна Силина, которая выжидала благоприятного момента для вступления в бой. Этот момент скоро представился: когда усталые войска Дёбельна начали отступать через реку, Силин атаковал со своими гусарами и казаками батальон фон Оттера, который отступал из двора пономаря.
Адлеркрейц ожидал такой атаки и потому приказал трём слабым эскадронам Роткирха (всего вместе они составляли едва 100 человек) занять позицию на правом фланге, севернее Пиетола.
Роткирх встретил Силина между Ниемиле и Матинхейкки, но довольно быстро был отброшен к Шетола. Там его встретили Нюландские егеря с двумя орудиями. Они были высланы Адлеркрейцем для поддержки Роткирха. Егеря своим огнём заставили русских кавалеристов остановиться и отступить назад. Однако помешать Силину высылать сильные разъезды на правый берег реки не удалось; несколько разъездов пробиралось вплоть до двора Пиетола, где была расположена шведская главная квартира и чуть не захватили в плен самого главнокомандующего.

## Второй этап сражения
Что касается 1-й и 3-й бригад, то они рано утром поднялись и двинулись: первая по льду к Карле, а последняя по болыпой дороге через Сикайоки. Первая, к которой Адлеркрейц, когда бой загорелся на левом берегу реки, послал около 13:00 приказание вернуться назад и поспешить к Сикайоки, подошла туда только между 17:00 и 18:00 (авангард её — Нюландские егеря с двумя отдельными орудиями) и отбил атаку Силина. После этого 1-я бригада развернулась между Матинхейкки и переправой, правее 3-й бригады; последняя же, отойдя назад, расположилась между большой дорогой и торпом Термеле. В центре перед переправой, по обеим сторонам дороги, были поставлены четыре 6-фунтовых орудия 3-й бригады (артиллерия 1-й бригады не поспевала на позицию).
Все протяжение фронта позиции от Матинхейкки до Термэлэ доходило до 1500 метров, обстрел через реку — около 300 метров.
Когда Дёбельн оставил свою позицию на левом берегу и стал отступать, русские преследовали его по пятам.
Турчанинов, который командовал левым крылом, придвинул своих егерей к берегу реки так близко, что его егеря могли обстреливать во фланг шведских драгун, которые бросились на конницу Силина. Затем он развернул свои войска от двора пономоря до торпа Махкисес (1200 м).
Войска Кульнева, продвинувшись вперёд по обеим сторонам большой дороги, развернулись между двором пономаря и Сойни (также 1200 м).
Русская артиллерия снялась с передков у церкви и открыла огонь, но шведские 6-фунтовые пушки заставили её скоро замолчать. Кульнев, предпочитавший всегда решительный образ действий, двинул свои последние резервы на правый свой фланг с целью взять торп Лахдинпирэ, расположенный на противоположном берегу реки; и обойти левый фланг шведов у Термэлэ. Сначала это ему удалось. Его войска бросились через реку и стали развёртываться у Лахдинпирэ, но довести дело до конца им все же не удалось: резерв 3-й бригады (Тавастгуский егерский батальон) выдвинулся вперёд и занял опушку леса восточнее Термэлэ.

## Контратака шведов
Безрассудная отвага Кульнева имела печальный конец. Когда его правый фланг бросился на противоположный берег, Адлеркрейц отдал приказание об отступлении, ввиду того, что день уже заканчивался, а войска его были сильно утомлены. Но когда он заметил, что русские слишком растянули свои фланги и тем ослабили свой центр, он решил прорвать их центр и отдал приказание майору фон Хертцену с Нюландскими егерями и поручику Кильстрему с отрядом егерей Тавастгуского полка атаковать Сикайоки, первому — ниже переправы, а последнему — выше.
Цепи егерей после того, как 6-фунтовые пушки, по приказанию Адлеркрейца, прекратили свой огонь, быстро спустились с крутого берега на лёд и бросились вперёд. Хертцен занял противоположный берег и там утвердился, Кильстрем же был убит на льду, и его егеря остановились. Тогда к ним подскакал адъютант 2-й бригады, поручик Карл Рамзай, находившийся в данный момент при Адлеркрейце, и личным примером увлёк егерей вперёд. Для подкрепления их Адлеркрейц послал ещё две роты Абоского батальона.
Когда фон Хертцен повернул ко двору пономаря, Рамзай уже преследовал тремя ротами отброшенного к постоялому двору Гертула противника; но тут русские оказали сопротивление, и Рамзай должен был остановиться.
В то время, когда шла атака с фронта, Адлеркрейц послал штабного адъютанта капитана Бьёрншерна с двумя ротами Абовцев вверх по реке, чтобы отрезать правый фланг русских у Лахдипирэ, а другого штабного адъютанта, капитана Вильгельма Рамзая — к Тавастгусскому егерскому батальону, на крайний левый фланг, чтобы заставить его перейти в наступление.
Такое совместное нападение Бьёрншерны и Рамзая вынудили русские войска у Лахдинпирэ быстро отступить на левый берег; после чего Бьёрншерна с двумя ротами Тавастгуского лейб-батальона бросился вперёд, чтобы поддержать Карла Рамзая у постоялого двора. Сюда теперь понемногу стали собираться разбитые русские войска, как в последнее своё убежище и отчаянно защищались. К шведам понемногу подходили все новые подкрепления, а когда прибыл штабной адъютант капитан Ульфспарре с одной отдельной пушкой и открыл огонь по собравшимся массам русских, сопротивление их было окончательно сокрушено.
Войска Турчанинова, дольше державшиеся на левом фланге, самовольно начали отступать через лес и по льду, прикрываясь конницей Силина.
Русские колонны отошли и собрались за речкой Маява, где преследование шведов с наступлением темноты прекратилось.

## Итоги сражения
Таким образом, у Сикайоки шведы одержали свою первую победу в кампании. Со стратегической точки зрения этот бой для шведов не имел значения, так как они не могли развить своего успеха решительным преследованием, а должны были из-за недостатка продовольствия уже на следующий день отступить к Лумиоки.
В моральном отношении значение этой победы может считаться выше, потому что шведы теперь убедились, как незначительны были на самом деле русские силы, которые всё время преследовали их: усиленный авангард Кульнева, насчитывал не более 2200 человек (3 слабых пехотных батальона, 2 эскадрона гусар и 2 сотни казаков, 6 орудий); тогда как 2-я бригада, сражавшаяся у старого русла реки, насчитывала у себя столько же, вся же главная часть шведской армии имела около 6300 человек.
Потери русских войск составили 387 человек, потери шведов - 211 человек.
Шведская армия заняла квартиры на тракте Лимиоки в непосредственной близости к саволанкским войскам (4-я и 5-я бригады) и в Улеоборге.
Русские заняли Сикайоки и удержали за собой поле битвы.